# Палаццо Корреджо
Палаццо Корреджо (итал. Palazzo Correggio) — дворец в Венеции, расположенный в районе Санта-Кроче с видом на правую сторону Гранд-канала, между Палаццо Дона и Ка-Корнер-делла-Реджина, недалеко от Ка-Пезаро.  
Дворец построен в XVIII веке по проекту ученика архитектора Андреа Тирали на том месте, где ранее стояло здание XVI века, принадлежавшее Орацио Корреджо. Эта ветвь семьи Корреджо вымерла вместе с Зандоной Корреджио, который покончил жизнь самоубийством 25 июня 1738 года из-за финансовых проблем.